# Cleto
Cleto község (comune) Olaszország Calabria régiójában, Cosenza megyében.

## Fekvése
A megye délkeleti részén fekszik. Határai: Aiello Calabro, Amantea, Martirano Lombardo, Nocera Terinese, San Mango d’Aquino és Serra d’Aiello.

## Története
A legendák szerint a várost a trójai háborúk és Pentheszilea királynő halála után Dél-Itáliába menekülő amazonok alapították. Nevét Kleitesz, az amazononok vezére után kapta. Magna Graecia egyik legjelentősebb városa volt, gyakran állt háborúban Krótonnal. A Nyugatrómai Birodalom bukása után a bizáncak, longobárdok, majd normannok fennhatósága alá került. A középkor során hűbérbirtok volt. A 19. század elején vált önálló községgé, amikor a Nápolyi Királyságban felszámolták a feudalizmust. 1863-ig a Pietramala nevet viselte. 1928 és 1937 között Aiello Calabro része volt.

## Népessége
A népesség számának alakulása:

## Főbb látnivalói
- Castello Savuto (vár)
- Madonna del Soccorso-templom
- Madonna della Consolazione-templom